# Royal Oak
Royal Oak é uma cidade localizada no estado estadunidense de Michigan, no Condado de Oakland.

## Demografia
Segundo o censo americano de 2000, a sua população era de 60.062 habitantes.
Em 2006, foi estimada uma população de 57.984, um decréscimo de 2078 (-3.5%).

## Geografia
De acordo com o United States Census Bureau tem uma área de 30,6 km², dos quais 30,6 km² cobertos por terra e 0,0 km² cobertos por água. Royal Oak localiza-se a aproximadamente 215 m acima do nível do mar.

## Localidades na vizinhança
O diagrama seguinte representa as localidades num raio de 4 km ao redor de Royal Oak.